# Granja del Diablo
La Granja del Diablo (en idioma maltés: Ir-Razzaett tax-Xitan, en plural y oficial Ir-Razzett Tax-Xjaten) es una granja maltesa del siglo XVIII localizada en Mellieħa. La estructura está formada por dos edificios: un establo para caballos y un criadero de animales de granja.
El nombre viene dado de una leyenda local que le atribuye al diablo la construcción de la granja.

## Descripción
La parcela fue construida durante la época de la Orden de Malta como granja y establo. Está situada en una zona conocida como "Ta' Randa", cerca de la cueva de L-Ghar ta' Zamberat. En el presente se encuentra alejada de cualquier núcleo urbano.
De acuerdo con una antigua leyenda maltesa fue construida por el diablo (o los diablos) en uno (u tres) días. La única característica arquitectónica que ofrece cierta apariencia relacionada con los iconos demoníacos son dos escaleras que llevan al tejado, y las cuales tienen forma de cornamenta.
Durante la celebración del Carnaval se suele cantar un poema relacionada con el ser:

Għax illum il-Karnival
Għax il-festa tax-xitan
Ix-xitan irid ikanta
Għandu denbu daqs ta' Randa.

## Arquitectura
Su estilo arquitectónico es vernacular y sencilla. Algunas características de la granja son ejemplos de la arquitectura de Malta, incluido los tejados con losas de caliza, caballerizas y un almacén.
La granja está formada por dos parcelas, lo cual indica que pudo haber sido construida en periodos diferentes, en primer lugar el establo y posteriormente el criadero. El primero fue construido en el siglo XVIII mientras que el último pudo haberse terminado mucho antes. En la entrada principal se hallan dos cabañas de piedras conocidas como "giren" levantadas para la cacería avícola. Anteriormente los caballeros usaban la zona como caballerizas y para alojamiento.

Posteriormente se colocaron en su interior vigas de madera como soporte del tejado.
En el presente, el estado de la granja es ruinoso a la espera de una rehabilitación.

## Patrimonio cultural
La granja está catalogado como "monumento nacional de importancia arquitectónica". La Autoridad Maltesa de Medio Ambiente y Planificación (MEPA) le concedió el grado 1 de monumento nacional, calificación por la que dicho monumento evitará ser derruido o sufrir reformas que no vayan dirigidas a la restauración del mismo.
También forma parte del Inventario Nacional de Propiedades Culturales del Archipiélago Maltés (NICPMI).